# Khandapada
Khandapada é uma cidade no distrito de Nayagarh, no estado indiano de Orissa.

## Demografia
Segundo o censo de 2001, Khandapada tinha uma população de 8754 habitantes. Os indivíduos do sexo masculino constituem 52% da população e os do sexo feminino 48%. Khandapada tem uma taxa de literacia de 75%, superior à média nacional de 59.5%: a literacia no sexo masculino é de 82% e no sexo feminino é de 67%. Em Khandapada, 12% da população está abaixo dos 6 anos de idade.